# Walter Zerlett-Olfenius
Walter Julius Otto Zerlett (* 7. April 1897 in Wiesbaden; † 18. April 1975 in Füssen) war ein deutscher Drehbuchautor. Olfenius war der Mädchenname seiner Mutter.

## Leben und Wirken
Nach dem Besuch von Schulen in Hannover und seiner Geburtsstadt Wiesbaden meldete sich Zerlett-Olfenius 1914 zu Beginn des Ersten Weltkrieges als Freiwilliger beim Füsilier-Regiment 80 in Wiesbaden. Er diente zunächst als Fahnenjunker und (ab Sommer 1915) als Leutnant, im späteren Kriegsverlauf war Zerlett aufgrund seiner Sprachkenntnisse (Englisch und Französisch) im Nachrichtendienst (NOB) des Generalstabs tätig. Nach Kriegsende 1918 diente er kurzzeitig im Schutz-Regiment-Groß-Berlin.
In den frühen 1920er Jahren studierte der Sohn eines Musikdirektors an der Berliner Friedrich-Wilhelms-Universität und besuchte die Handelshochschule. Zeitgleich unternahm er erste berufliche Schritte in der Versicherungsbranche. Von 1922 bis 1924 arbeitete er als Prokurist, später auch als Mitinhaber eines Berliner Spritzgußwerks, nach dem Verlust seines Vermögens als Einkäufer für die britische Firma London Company of General Trade. Im Herbst 1925 wechselte Zerlett als Generalsekretär zum Deutschen Funktechnischen Verband (D.F.T.V.), dem Vorgänger des Deutschen Amateur-Radio-Clubs (DARC). Im Dienste des DFTV arbeitete Zerlett erstmals als Schriftsteller (Die Entstehung des Nordlichtes), erstellte dessen Pressemitteilungen, verfasste Broschüren (DFTV contra Rundfunkstörungen, Elektrizitätswirtschaft und Rundfunkstörungen) und engagierte sich im Bereich der Funkfachzeitschriften. 1933/34 diente Zerlett als Referent der Reichs-Rundfunk-Gesellschaft, wechselte aber 1934 schließlich in das Filmgeschäft und war mit diversen Tätigkeiten (Aufnahme- und Produktionsleiter) bei den Filmen seines Bruders, des Drehbuchautors und Regisseurs Hans H. Zerlett tätig.
Seit 1935 als Drehbuchautor aktiv, konzentrierte sich Zerlett, der von nun an den Geburtsnamen seiner Mutter, Olfenius, an seines Vaters Namen anhängte, von Anbeginn auf die enge Kooperation mit dem Regisseur Herbert Selpin. Zerlett-Olfenius verfasste die Vorlagen zu allen gängigen Filmgenres. Besonders erfolgreich waren seine dramatischen Geschichten, darunter zwei Abenteuerfilme und ein Ehe- und Reisestoff sowie ein NS-Propagandafilm, allesamt mit Hans Albers (Wasser für Canitoga, Ein Mann auf Abwegen, Trenck, der Pandur, Carl Peters).
1942 realisierte Selpin das Untergangsszenario Titanic. Vordergründig ein frühes Beispiel für einen tricktechnisch durchaus gelungenen Katastrophenfilm, vermittelte das Werk beträchtliche antibritische Propaganda: Der Kapitän des Luxusliners ist in Zerlett-Olfenius’ Manuskript durchsetzungsschwach, der mitreisende Reedereibesitzer Ismay skrupellos und geldgierig. Einzig der 1. Schiffsoffizier Petersen, ein Deutscher – eine erfundene, von Joseph Goebbels’ Propagandaministerium angeordnete Filmfigur –, zeigt Charakterstärke und tritt in der Schlusssequenz als moralisierender Ankläger vor Gericht auf.
Titanic spielte im Leben von Zerlett-Olfenius auch persönlich eine dramatische Rolle. In Anwesenheit seines Drehbuchautors äußerte sich Selpin während der Dreharbeiten auf der im Gdingener Hafen liegenden Cap Arcona angeblich abfällig über die deutschen Siegeschancen im Zweiten Weltkrieg und über die Schlagkraft und Moral der Wehrmacht. Zerlett-Olfenius denunzierte gegenüber seinem Duzfreund Hans Hinkel den Regisseur mit den Worten, Selpin habe „niederträchtige Verleumdungen und Beleidigungen deutscher Frontsoldaten und Frontoffiziere“ von sich gegeben. Selpin wurde daraufhin verhaftet und kam wenig später unter nicht völlig geklärten Umständen ums Leben. Titanic blieb Zerletts letzter vollendeter Drehbuchbeitrag für das Kino, seine Denunziation, die Herbert Selpin schließlich das Leben kostete, brachte ihm lediglich Ende desselben Jahres 1942 den Auftrag für die Bearbeitung von Felix von Eckardts Drehbuch zu dem Lustspiel Die schwache Stunde ein. Danach konnte er keinen Drehbuchauftrag mehr an Land ziehen. Ob Zerlett oder womöglich seine Geliebte Hansi Köck, die bei den Dreharbeiten zu Titanic als Script-Girl eingesetzt war, die Denunziation Selpins maßgeblich betrieben hatte, bleibt ungeklärt.  
Zerlett-Olfenius’ letzte Arbeit für das Kino entstand Anfang des Jahres 1945. Er verfasste einen Drehbuchentwurf für ein Propagandastück zum Ruhme der deutschen Kriegsmarine: Hilfskreuzer. Der Film wurde wegen des baldigen Kriegsendes nicht realisiert.
Im August 1947 wurde Zerlett-Olfenius wegen seiner Denunziation Selpins von der Spruchkammer in München in die Gruppe I der Hauptschuldigen des NS-Regimes eingestuft und für die Dauer von vier Jahren ins Arbeitslager Moosburg eingewiesen. Die Hälfte seines Vermögens wurde eingezogen. Aufgrund seines lebensbedrohlichen Gesundheitszustands kam er 1947 wegen Haftunfähigkeit frei. Zerletts Anwalt ging in Revision und erreichte, dass das Verfahren gegen seinen Mandanten im Dezember  eingestellt wurde. Er zog sich in den Weiler Osterreinen bei Roßhaupten im Allgäu zurück, ohne je wieder für das Kino zu arbeiten. Seine Ehefrau war die Schauspielerin Eva Tinschmann.

## Filmografie
- 1936: Skandal um die Fledermaus
- 1936: Spiel an Bord
- 1936: Die Frau des Anderen (Romanze)
- 1937: Alarm in Peking
- 1937: Ab Mitternacht
- 1938: Narren im Schnee
- 1939: Wasser für Canitoga
- 1940: Ein Mann auf Abwegen
- 1940: Trenck, der Pandur
- 1940: Carl Peters
- 1941: Geheimakte W.B. 1
- 1943: Titanic